# Países Ibéricos
Los Idiomas Ibéricos Provienen de la Península Ibérica que son los idiomas de España y Portugal, Castellano o Español y Portugués los idiomas Ibéricos en el Mundo y son: 28 países
| País                  | Continete         | Idioma     | Colonia  |
| --------------------- | ----------------- | ---------- | -------- |
| España                | Europa            | Castellano | N/A      |
| Portugal              | Europa            | Portugués  | N/A      |
| México                | América del Norte | Español    | España   |
| Guatemala             | Centroamérica     | Español    | España   |
| Honduras              | Centroamérica     | Español    | España   |
| El Salvador           | Centroamérica     | Español    | España   |
| Nicaragua             | Centroamérica     | Español    | España   |
| Costa Rica            | Centroamérica     | Español    | España   |
| Panamá                | Centroamérica     | Español    | España   |
| Cuba                  | Caribe            | Español    | España   |
| República Dominicana  | Caribe            | Español    | España   |
| Puerto Rico           | Caribe            | Español    | España   |
| Colombia              | América del Sur   | Español    | España   |
| Venezuela             | América del Sur   | Español    | España   |
| Ecuador               | América del Sur   | Español    | España   |
| Perú                  | América del Sur   | Español    | España   |
| Brasil                | América del Sur   | Portugués  | Portugal |
| Chile                 | América del Sur   | Español    | España   |
| Argentina             | América del Sur   | Español    | España   |
| Uruguay               | América del Sur   | Español    | España   |
| Paraguay              | América del Sur   | Español    | España   |
| Bolivia               | América del Sur   | Español    | España   |
| Guinea-Bisáu          | África            | Portugués  | Portugal |
| Cabo Verde            | África            | Portugués  | Portugal |
| Santo Tomé y Príncipe | África            | Portugués  | Portugal |
| Guinea Ecuatorial     | África            | Español    | España   |
| Angola                | África            | Portugués  | Portugal |
| Mozambique            | África            | Portugués  | Portugal |